# Thạch Định
Thạch Định là một xã thuộc huyện Thạch Thành, tỉnh Thanh Hóa, Việt Nam.
Xã Thạch Định có diện tích 6,29 km², dân số năm 2004 là 3048 người, mật độ dân số đạt 485 người/km².